# Göritz
Göritz település Németországban, azon belül Brandenburgban. Lakosainak száma 790 fő (2023. december 31.).

## Népesség
A település népességének változása:
| Lakosok száma | 805  | 816  | 781  | 790  | 790  |
|               | 2017 | 2019 | 2021 | 2022 | 2023 |